# Goulia (underprefektur)
Goulia är en underprefektur i Elfenbenskusten. Den ligger i departementet Kaniasso, i den nordvästra delen av landet, 400 km nordväst om huvudstaden Yamoussoukro.